# Hinterschöneberg

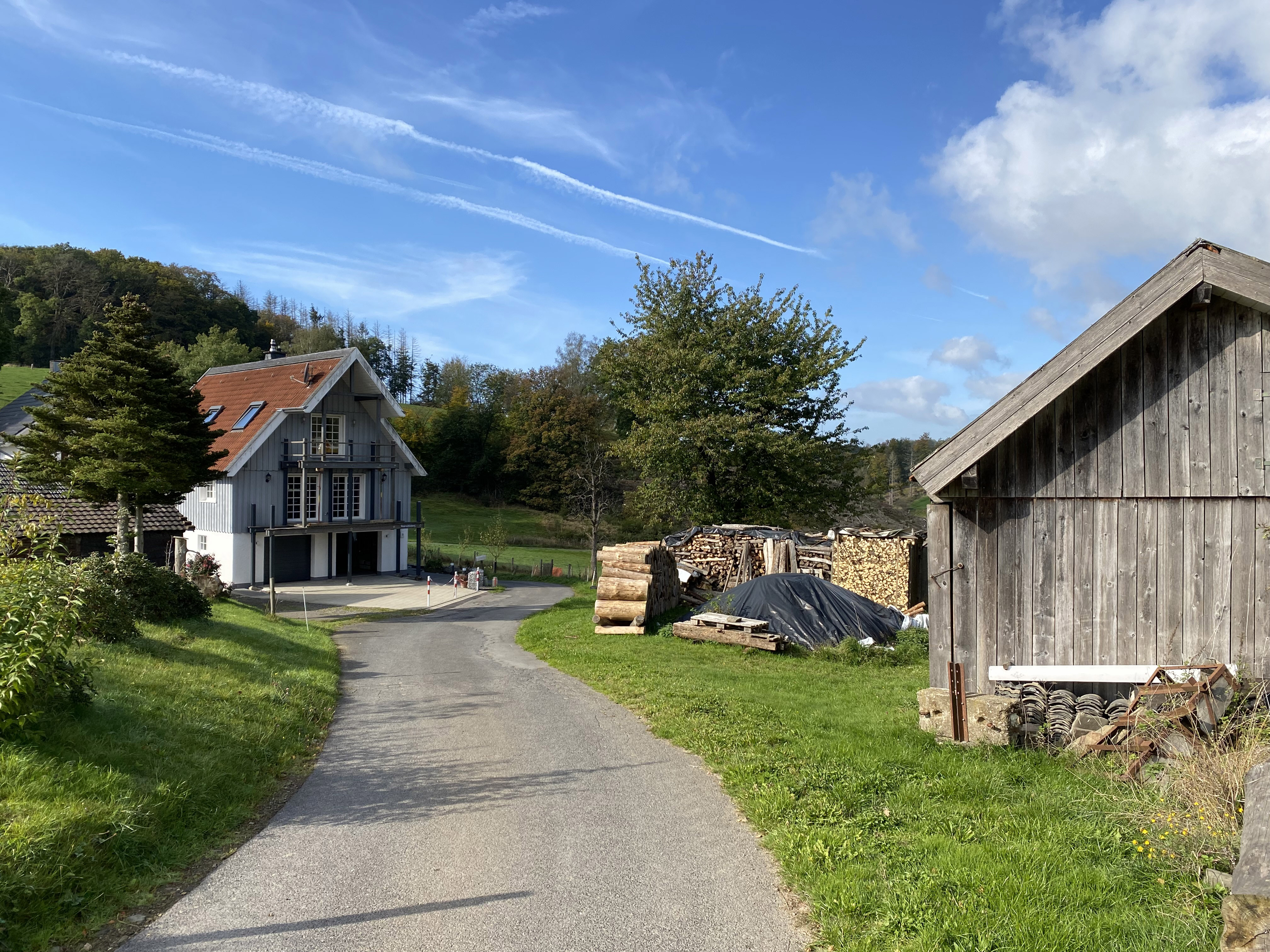
Hinterschöneberg

Hinterschöneberg ist eine Ortschaft in der Gemeinde Wipperfürth im Oberbergischen Kreis im Regierungsbezirk Köln in Nordrhein-Westfalen (Deutschland).

## Lage und Beschreibung
Der Ort liegt im Südwesten der Stadt Wipperfürth auf einer Anhöhe zwischen dem Schwarzenbach und dem Bach Ahe. Nachbarorte sind Holte, Vorderschöneberg, Langensiefen und Oberschwarzen.
Politisch wird Hinterschöneberg durch den Direktkandidaten des Wahlbezirks 7.1 (071) südwestliches Stadtgebiet im Rat der Stadt Wipperfürth vertreten.

## Geschichte
1387 wird der Ort erstmals unter der Bezeichnung „Schonenberch“ in einer Schöffenliste der Stadt Wipperfürth genannt. Die Karte Topographia Ducatus Montani aus dem Jahre 1715 zeigt an der Stelle von Hinterschöneberg einen Hof und bezeichnet diesen mit „Schönenberg“. Die Topographische Aufnahme der Rheinlande von 1825 zeigt zwei umgrenzte Hofräume unter dem gemeinsamen Namen „Schonenberg.“ An der Stelle von Hinterschönenberg zeigt die Karte fünf getrennt voneinander liegende Grundrisse. In der Preußischen Uraufnahme von 1840 wird „Nd. Schöneberg“ genannt. Ab der topografischen Karten der Jahre 1893 bis 1896 lautet der Ortsname Hinterschönenberg.

## Busverbindungen
Über die Haltestelle Erlen der Linien 426 und 429 (VRS/OVAG) ist Hinterschöneberg an den öffentlichen Personennahverkehr angebunden.

## Wanderwege
Der vom SGV markierte Zugangsweg zum Wipperfürther Rundweg führt am Ort vorbei. Der Weg kommt von Wipperfürth und trifft bei Oberschwarzen auf den Rundweg.